# 미나미시나노촌
미나미시나노촌(일본어: 南信濃村)은 일본 나가노현 남부에 있던 촌이다.2005년 10월 1일 가미촌과 함께 이다시에 편입 합병되었다.
덧붙여 구 촌역에는 시정촌의 합병 특례에 관한 법률(합병 특례법)에 근거하는 지역 자치구가 2010년 9월 30일을 기한으로 하여 설치되었다.
예로부터 도야마 향이라 불리며 아카시 산맥과 이나 산지의 산협에 있었다.

## 역사
- 1960년 4월 1일 - 도야마촌, 기사와촌이 합병해 성립하였다.
- 2005년 10월 1일 - 이다시에 편입되었다. 동일 미나미시나노촌은 폐지되었다.

## 교통

### 철도
- 도카이 여객철도 이다선 (촌내에는 역이 설치되지 않았기 때문에 제일 가까운 역은 히라오카역으로 이용했었다.)

### 도로
- 국도 152호선
- 국도 418호선